# لست مستهترة (فلم)
لست مستهترة  فيلم دراما مصري  للمخرج حسن الإمام لعام 1971. كتب القصة والسيناريو والحوار محمد مصطفى سامي وكتب كلمات الأغاني الشاعر الغنائي سيد مرسي. الفيلم من بطولة حسن يوسف - نبيلة عبيد - زيزي البدراوي - سمير صبري - صلاح نظمي - سلوى سعيد، وتدور الأحداث حول سعاد التي تقيم في قصر والدها المتوفي بعد طلاقها من أحمد لعلاقاته النسائية المتعددة، وفي القصر تحاول الخادمة سلوى التخلص من سعاد ابنة الرجل الذي كان السبب في دخول زوجها السجن ظلمًا بعد اتهامه بقتل شابة كانت على علاقة بوالد سعاد.
صدر الفيلم إلى دور العرض المصرية ولبنان  في يناير 1971.
منح موقع قاعدة بيانات الأفلام العربية «السينما.كوم» الفيلم درجة 4.3/ 10.

## طاقم التمثيل
حسن يوسف: في دور أحمد المواردي
نبيلة عبيد: في دور سلمى
زيزي البدراوي: في دور سعاد المواردي
سمير صبري: في دور شكري محمود
صلاح نظمي: في دور إبراهيم المواردي
سلوى سعيد: في دور عزيزة
طلعت حمدي: في دور حسان (الحارس)
بالاشتراك مع: حسن علاء الدين (شوشو) - آمال عفيش - يوسف حسني - صابر أبو لبن - سهيل نعماني - زكريا المصري - يوسف فخري - علي دياب - فيفي عبده.

## أحداث الفيلم
يحدث خلاف بسبب الميراث بين إبراهيم المواردي (صلاح نظمي) المقيم في لبنان وشقيقه محمود المواردي المقيم في مصر، كان إبراهيم المواردي على علاقة بفتاة (أمل عفيش) فلما حملت منه، رفض الزواج بها، فلما هددته بالفضيحة قتلها وإتهم حارسه حسان (طلعت حمدي) بقتلها، وشهد عليه الخدم زورًا ودخل السجن، فقررت زوجته سلمى (نبيلة عبيد) الإنتقام من إبراهيم المواردي، ولكن إبراهيم المواردى مات، فقررت سلمى الانتقام من ابنته الشابة سعاد (زيزي البدراوي).
حضر من مصر المهندس أحمد محمود المواردي (حسن يوسف) بعد موت والده ومعه صديقه المحامي شكري (سمير صبري) لتسوية التركة، أُعجب المهندس أحمد بابنة عمه سعاد فتزوجها، وقرر البقاء في لبنان لرعاية ثروة زوجته وابنة عمه، ولكن كان أحمد متعدد العلاقات النسائية، حاولت سلمى قتل سعاد ولكن صديقتها عزيزة (سلوى سعيد) نصحتها بالانتقام من سعاد دون سفك الدماء، وذلك بخداع أحمد زوج سعاد للتفريق بينهما، نفذت سلمى الفكرة ورمت بشباكها نحو أحمد، الذي وقع في براثن سلمى بسبب قابليته لذلك، فاستأجر لها شقة من أموال زوجته، وادعى أنه خسر تلك الأموال في القمار، وتعددت لقاءات أحمد مع سلمى، وغيابه المتكرر عن المنزل، فطنت سعاد لتلك العلاقة، ولكنها لم تكن متأكدة، فقامت بطرد سلمى من العمل بمزرعتها، ولكن ظلت علاقة أحمد بسلمى كما هي، فقامت سعاد بالاتصال بشكري صديق زوجها، الذي حضر من مصر لمساعدة صديقه أحمد للعودة لصوابه والاهتمام بزوجته، قام شكري بالتعرف على سلمى والتقرب منها بهدف إبعادها عن أحمد، علم شكري بقصة اتهام حسان زوج سلمى، فقرر مساعدتها بالدفاع عنه، وأعاد فتح القضية من جديد، لاحظ أحمد لقاءات زوجته سعاد مع صديقه شكري، فظن أنهما يخونانه، وكاد أن يقتل صديقه، لكن شكري أطلعه على الحقيقة وأنه اتفق مع سعاد على إعادته لرشده، كما أن سلمى هي زوجة حسان الذي سُجن ظلمًا، وهي تريد الانتقام منه فقط، وافقت سعاد أن يثبت شكرى براءة حسان ويدين أبيها إبراهيم المواردى، لأنها لا تحب الظلم، وبالفعل أثبت شكرى براءة حسان الذي خرج من السجن وعاد إلى زوجته سلمى، ووقفت سعاد بجوارهما تعويضًا لهما عن اتهام والدها لحسان، كما عاد أحمد لصوابه ولزوجته التي تحبه

## أغاني الفيلم
تأليف: سيد محمود مرسي
تلحين: حلمي بكر
غناء: سناء الباروني
رقصة الأباريق: تلحين زكي ناصيف 

## روابط خارجية
- مقالات تستعمل روابط فنية بلا صلة مع ويكي بيانات
- لست مستهترة على موقع كاروهات

http://lostfilm.info/film/1157626/ لست مستهترة (فيلم)
https://www.peliplat.com/es/library/movie/pp11593440 لست مستهترة (فيلم)